# یوزف زومر
یوزف زومر (آلمانی: Maximilian Josef Sommer؛ زادهٔ ۲۶ ژوئن ۱۹۳۴) بازیگر اهل آلمان-ایالات متحده آمریکا است.
از فیلم‌ها یا برنامه‌های تلویزیونی که وی در آن نقش داشته‌است، می‌توان به هری خبیث، مردان ایکس: آخرین ایستادگی، مرد خانواده، تهاجم، سایه‌ها و مه، غیبت مالیس، هیشکی احمق نیست، شفت، عناد، روز عجیب و غریب، مهتاب و والنتینو، سگ‌های شکاری برادوی و بهترین چیز بعدی اشاره کرد.